# لاسي هولم
لاسي هولم (بالسويدية: Lasse Holm)‏ هو كاتب أغاني ومغني ومقدم تلفزيوني وعازف بيانو سويدي، ولد في 9 ديسمبر 1943 في ستوكهولم في السويد.

## وصلات خارجية
- لاسي هولم على موقع IMDb (الإنجليزية)
- لاسي هولم على موقع ميوزك برينز (الإنجليزية)
- لاسي هولم على موقع أول ميوزيك (الإنجليزية)
- لاسي هولم على موقع ديسكوغز (الإنجليزية)
- لاسي هولم على موقع قاعدة بيانات الفيلم (الإنجليزية)